# Hochalmkreuz
Das Hochalmkreuz ist eine 2192 m ü. A. hohe Erhebung am Nordgrat des Gebirgsstocks der Birkkarspitze in der Hinterautal-Vomper-Kette im Karwendel in Tirol, auf dem ein Gipfelkreuz steht.
Das Gipfelkreuz ist als unschwierige (Trittsicherheit angenehm) Bergwanderung vom Karwendelhaus zu erreichen. (Aufstiegszeit vom Karwendelhaus: ca. 1 Stunde, ca. 408 Höhenmeter). Es besteht für trittsichere, konditionsstarke und schwindelfreie Bergwanderer die Möglichkeit zum Weiterweg auf die Birkkarspitze.